# Khairat el-Shater
Khairat el-Shater (Arabisch: محمد خيرت سعد الشاطر, Muḥammad Ḫairat Saʿd aš-Šāṭir) (Daqahliyah, 4 mei 1950) is een Egyptisch activist, ondernemer en politicus. Hij is een belangrijke financier van de Moslimbroederschap en zat bij elkaar twaalf jaar vast vanwege die betrokkenheid en activisme. Hij was de beoogd leider van de beweging om mee te doen aan de presidentsverkiezingen van 2012. Hij werd echter uitgesloten van deelname door de kiescommissie en zijn plaats werd ingenomen door Mohamed Morsi die de verkiezingen won. Na de afzetting van Morsi werd Shater net als een groot aantal andere Moslimbroeders vastgezet.

## Biografie
Shater werd geboren in Daqahliyah en groeide op in Mansoera. Hij ging naar een 'kuttab', ofwel een basisschool waar de koran wordt onderwezen. Hij is getrouwd en heeft tien kinderen. Hij slaagde voor een bachelorgraad in civiele techniek aan de Universiteit van Alexandrië en nog een in antropologie aan de Ain Shams-universiteit. Verder behaalde hij een mastergraad in bouwmanagement aan de Universiteit van Mansoera. Daarnaast volgde hij nog islamitische studie en sloot hij opleidingen af in bedrijfsadministratie, sociaal werk, niet-gouvernementele organisatie en internationale marketing.
Hij begon al jong met politiek activisme en sloot zich rond 1966 aan bij de Socialistische Jeugdorganisatie. In 1967 richtte hij de afdeling voor Alexandrië op van de militante islamitische beweging Gama'a al-Islamiyya. Na het verlies van Egypte van Israël in de Zesdaagse Oorlog deed hij vanwege de teleurstelling mee aan demonstraties en werd hierop voor vier maanden gevangengezet en van de universiteit van Alexandrië verwijderd. Hierna meldde hij zich voor dienst bij het leger. In deze tijd verloor hij naar eigen zeggen zijn Nasseristische ideeën. In 1974 sloot hij zich aan bij de Moslimbroederschap.
Nadat hij slaagde voor zijn mastergraad, werd hij docent aan de Universiteit van Mansoura. Hier werd hij echter ontslagen door president Sadat en op het moment dat een groot aantal van Sadats tegenstanders werd opgepakt, was hij inmiddels onderweg naar Londen voor zaken. Sinds begin jaren tachtig handelt hij in textiel, kleding en meubelen. Hij zette verschillende bedrijven op en financierde van zijn winst de Moslimbroederschap. Terwijl hij opklom in de organisatie, zat hij in de jaren tachtig en negentig geregeld vast. In 2006 werd hij opnieuw vastgezet op grond van het voorzien van wapens en militaire training aan studenten. Hij kwam in maart 2011 weer vrij en zat bij elkaar opgeteld twaalf jaar in de gevangenis vanwege zijn betrokkenheid bij activisme en de Moslimbroederschap.
In aanloop naar de presidentsverkiezingen van 2012 kwam hij naar voren als de leider van de Partij voor Vrijheid en Gerechtigheid, die gelieerd is aan de Moslimbroederschap. Omdat hij zich echter kandideerde binnen de eerste zes jaar sinds hij een gevangenisstraf uitdiende, werd hij door de kiescommissie uitgesloten van deelname. Hierna schoof de broederschap Mohammed Morsi naar voren als  presidentskandidaat, die de verkiezingen wist te winnen.
Enkele dagen na de afzetting van president Morsi door de Opperste Raad van de Strijdkrachten (SCAF) werd Shater net als een groot aantal andere Moslimbroeders gearresteerd. Hem wordt het aanstichten van geweld ten laste gelegd. In februari 2014 begon hij een hongerstaking tegen zijn gevangenschap.